# Emblingia calceoliflora
Emblingia calceoliflora is de botanische naam van een (heel) klein struikje in West Australië. Deze soort vormt in zijn eentje het genus Emblingia.
De soort kan eventueel ook de familie Emblingiaceae vormen, zoals in het APG II-systeem (2003). Traditioneel wordt de soort geplaatst in de vleugeltjesbloemfamilie (Polygalaceae).